# 赛利塞塞尔奇科
赛利塞塞尔奇科，是西班牙卡斯蒂利亚-莱昂萨拉曼卡省的一个市镇。 总面积46平方公里，总人口161人（2001年），人口密度4人/平方公里。